# Hogna patricki
Hogna patricki är en spindelart som först beskrevs av William Frederick Purcell 1903.  Hogna patricki ingår i släktet Hogna och familjen vargspindlar. Inga underarter finns listade i Catalogue of Life.